# Cyclophyllum sessilifolium
Cyclophyllum sessilifolium là một loài thực vật có hoa trong họ Thiến thảo. Loài này được (A.Gray) A.C.Sm. & S.P.Darwin mô tả khoa học đầu tiên năm 1988.